# Élevage bovin au Bangladesh

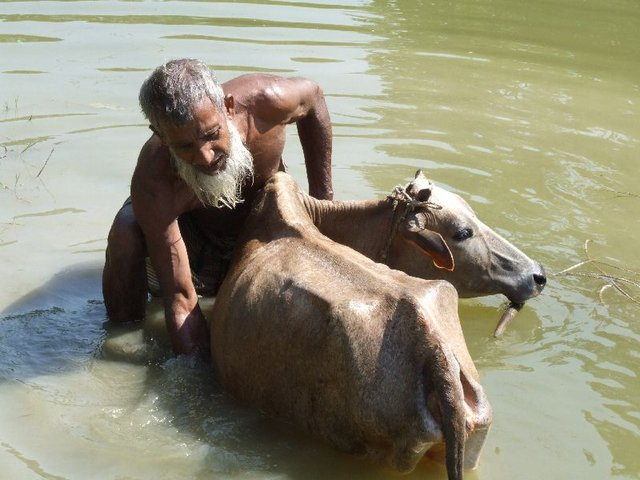
Les paysans prennent grand soin de leur bétail. Ici, le bain après une journée de travail

L'élevage bovin au Bangladesh est une composante importante de l'élevage local. Il est fortement imbriqué dans l'agriculture, pilier de ce pays très majoritairement agricole.
Quatre-vingt-dix pour cent de la population bangladaise dépend de l'élevage bovin. Pour cela, 24 500 000 d'animaux sont élevés, pour la production de lait, de viande, de fumier (utilisé comme combustible et fertilisant) et pour sa force de travail.

## Histoire
Le zébu, Bos taurus indicus est une branche bovine qui descend de Bos primigenius, l'aurochs et qui s'est individualisée dans la péninsule indienne. Domestiquée il y a plusieurs millénaires, elle s'est remarquablement adaptée au climat tropical local humide, marqué par la Mousson. La sélection naturelle et humaine a façonné une population homogène avec des variantes locales issues de conditions un peu différentes: taille, couleur... 
Lors de la colonisation britannique, les gouverneurs ont entrepris d'appliquer les méthodes d'élevage qui ont fait le succès des races britanniques:
- Identification de types raciaux dans chaque région et attribution d'un nom de race. (parfois ouverture d'un livre généalogique)
- Création de fermes expérimentales afin d'améliorer la race sur plusieurs générations.
- Sélection des individus les plus caractéristiques pour peupler les fermes.
- Introduction de mâles de plus grande taille issus d'autres régions.

Ce travail a conduit à la création de la race bengali. En revanche, les régions les plus reculées ont conservé leur bétail bien adapté et sans croisement.

## Structure de l'élevage

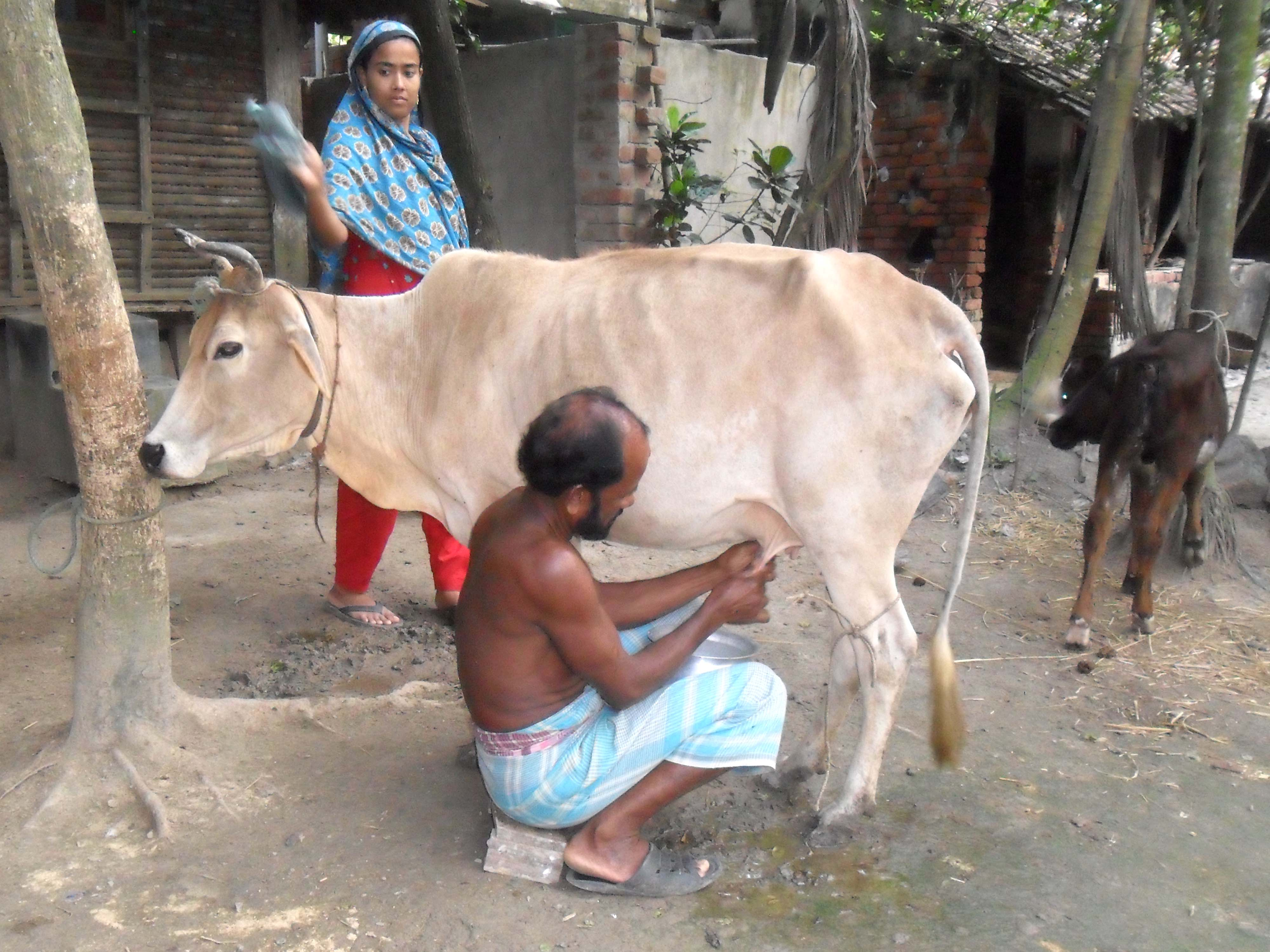
Vache traite, le veau n'est pas loin.

### Élevage traditionnel
La structure traditionnelle est la famille, avec un lopin de terre et entre 1 et 3 ou 4 vaches. Les vaches servent à la traction de la charrue ou de la charrette, fournissent un peu de lait destiné aux enfants et des excréments. (combustible, mortier et engrais) Les vaches sont nourries de paille pendant la saison sèche et de l'herbe des talus et chemins ou des déchets du jardin en période humide. La viande est rarement consommée, réservée aux fêtes importantes comme le mariage. La petite taille des animaux permet une consommation rapide de la viande dans des villages sans réfrigérateurs.

### Élevage «britannique»
Les gouverneurs successifs avaient pour mission la mise en valeur des territoires afin d'exporter des matières premières vers l'industrie britannique. La création des fermes expérimentales était d'abord destinée à créer des races plus grandes et plus puissantes pour la valorisation de grands champs. Ces tentatives ont régulièrement avorté à cause des maladies dues à l'humidité, de la difficulté de travailler sur le long terme en zone régulièrement inondée et de la pression démographique. 

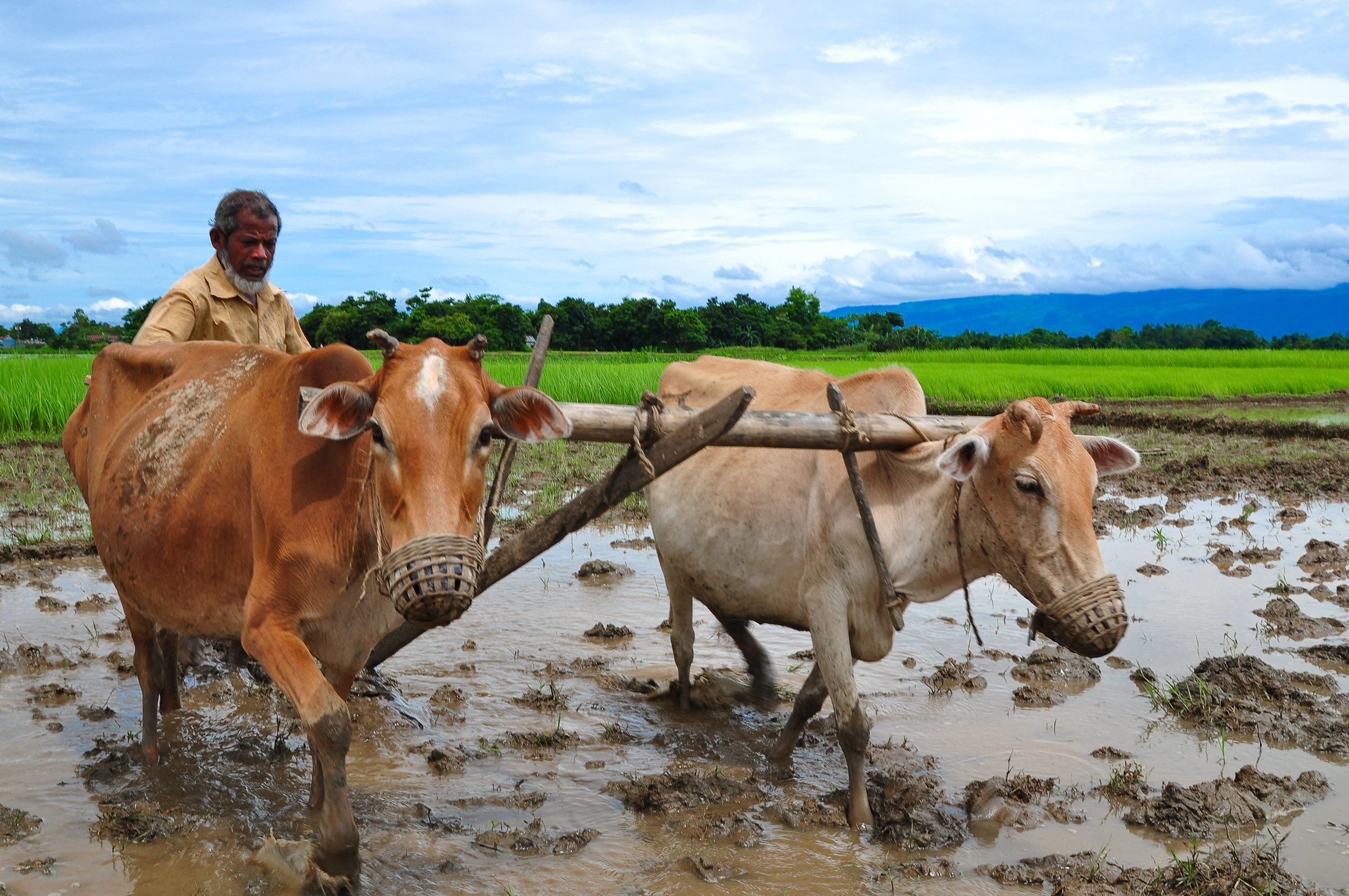
Travail dans une rizière.

### Tentatives récentes d'amélioration du cheptel
Depuis quelques années, la sélection s'opère différemment. Elle utilise les races locales comme support femelle avec l'utilisation de mâles ou de semence de races plus productives, mais mal adaptées. Une sélection est opérée à chaque génération pour conserver des individus rustiques tout en faisant progresser la productivité. Cet élevage donne de bons reproducteurs, résistants aux conditions et productifs. Le but de tout ce travail est de faire disparaître les mâles non sélectionnés et que les races sélectionnées absorbent le bétail autochtone en l'améliorant. L'amélioration porte principalement sur la production laitière: les habitants sont majoritairement trop pauvres pour consommer régulièrement de la viande et les programmes de la FAO tentent d'introduire une portion de lait dans la ration des enfants.

### Résistances à ce travail
Cette sélection se heurte à la pauvreté des paysans. Ils n'ont les moyens ni de payer une saillie, ni de déplacer leur vaches vers un centre d'insémination. Par ailleurs, la FAO essaie de mettre en place un programme de préservation des races traditionnelles afin de conserver la diversité génétique. Certaines races sont déjà portées disparues, diluée dans la population sans race en cours d'amélioration.

## Races bovines
Le pays compte environ 24 millions de têtes de bétail représentant 3,5 animaux par exploitation en moyenne. 90 % du bétail n'est pas répertorié comme race. Il s'agit de bétail renouvelé avec des veaux et d'un brassage génétique lié au déplacement des animaux de trait. De plus le pâturage par divagation et pastoralisme accentue encore le brassage. Cependant, quelques régions isolées par des rivières ou des zones escarpées ont une population qui a été individualisée et répertoriée comme race par la FAO.

### Races autochtones
| Race                  | Photo | Production | Homonymes              | Régions            | Remarques                                |
| --------------------- | ----- | ---------- | ---------------------- | ------------------ | ---------------------------------------- |
| Bengali               |       | Traction   | Bangladeshi            |                    | Race omniprésente                        |
| Chittagong rouge      |       | Laitière   | Red Chittagong         | Chittagong         | Variante locale de la bengali            |
| Grise du nord Bengale |       | Traction   | North Bengal grey, NBG | Rajshahi           |                                          |
| Madaripur             |       | Traction   |                        | Madaripur          | Variété locale de la bengali             |
| Pabna                 |       | Laitière   | shahjadpur             | Pabna et Sirajganj | Métissage de bengali, Sahiwal et hariana |

### Races importées
| Race                          | Photo | Production | Homonymes                                             | Régions | Remarques                           |
| ----------------------------- | --- | ---------- | ----------------------------------------------------- | ------- | ----------------------------------- |
| Frisonne-sahiwal australienne | Photo couleur d'une vache rouge sombre à nuances noires. Elle ne porte pas de cornes, un mufle sombre cerclé de blanc, une peau lâche sous le cou et une mamelle volumineuse.                   | Laitière   | Australian Friesian Sahiwal, AFS                      |         | Importée d'Australie                |
| Friesian                      | Photo couleur de vache pie noir au pâturage. Elle ne porte pas de cornes, a un corps à la musculature fine et au squelette proéminent sous la peau et à la mamelle développée.                  | Laitière   | Connue internationalement sous le nom de « holstein » |         | Importée d'Europe et des États-Unis |
| Hariana                       | Photo couleur d'un zébu femelle gris à pattes et ventre presque blanc. Il possède une bosse de garrot, un mufle noir, de grandes oreilles velues et des cornes en croissant largement ouvertes. | Traction   | Haryana                                               |         | Importée d'Inde                     |
| Jersiaise                     | Photo couleur d'une vache fauve à tête sans cornes et front concave. Les membres et la musculature sont fins et la mamelle volumineuse.                                                         | Laitière   |                                                       |         | Importée du Royaume-Uni             |
| Sindhi rouge                  | Photo couleur d'une femelle zébu rouge à cornes courtes, mufle sombre et longues oreilles. Elle est musclée et possède des membres forts.                                                       | Laitière   | Red sindhi, red Karachi, malir                        |         | Importée du Pakistan                |